# François de Bruc de La Rablière

François de Bruc de La Rablière (Nantes, 1623 - Lille, 1704), dit le marquis de la Rablière, était un militaire du règne de Louis XIV, lieutenant du Roi commandant à Lille (deuxième personnage de la ville après le Gouverneur), gouverneur de Bouchain, Grand Prieur pour la Flandre de l'ordre du Mont-Carmel et de Saint-Lazare en 1681, et reçu grand'croix de l'ordre royal et militaire de Saint-Louis le 8 mai 1693. Il était "honorable, riche, de l’esprit et sans enfants" d'après Saint-Simon. Il peut être considéré comme la plus grande illustration militaire de la famille de Bruc.

## Biographie

### Le dernier fils de Jean de Bruc de La Grée, riche seigneur de Nantes
Il a été baptisé le 25 novembre 1623 à Nantes (paroisse Notre-Dame). Il est le descendant de la famille de Bruc, de noblesse bretonne.
Il est le fils de Jean de Bruc de La Grée (1576 - 1651 ?), conseiller d'État, procureur général et syndic des États de Bretagne, intendant du duc de Retz, avocat au conseil du roi, et de Marie Venier, dame de La Guerche (1580-1637), cette dernière étant d'origine italienne.
Ses grands-parents paternels sont :François de Bruc, Seigneur de Guilliers (ca 1545-1589) et Madeleine Boulliau (ca 1550-1618).
Ses grands-parents maternels sont Francisque Venier, mort en 1594 (Francisco Veniero, lui-même fils du Doge de Venise Sébastiano Veniero, ca 1496-1578), Gouverneur de Machecoul et de Belle-Isle, intendant du duc de Retz, et Jeanne de La Tousche-Limouzinière, dame de la Guerche, décédée vers 1618.

### Fratrie

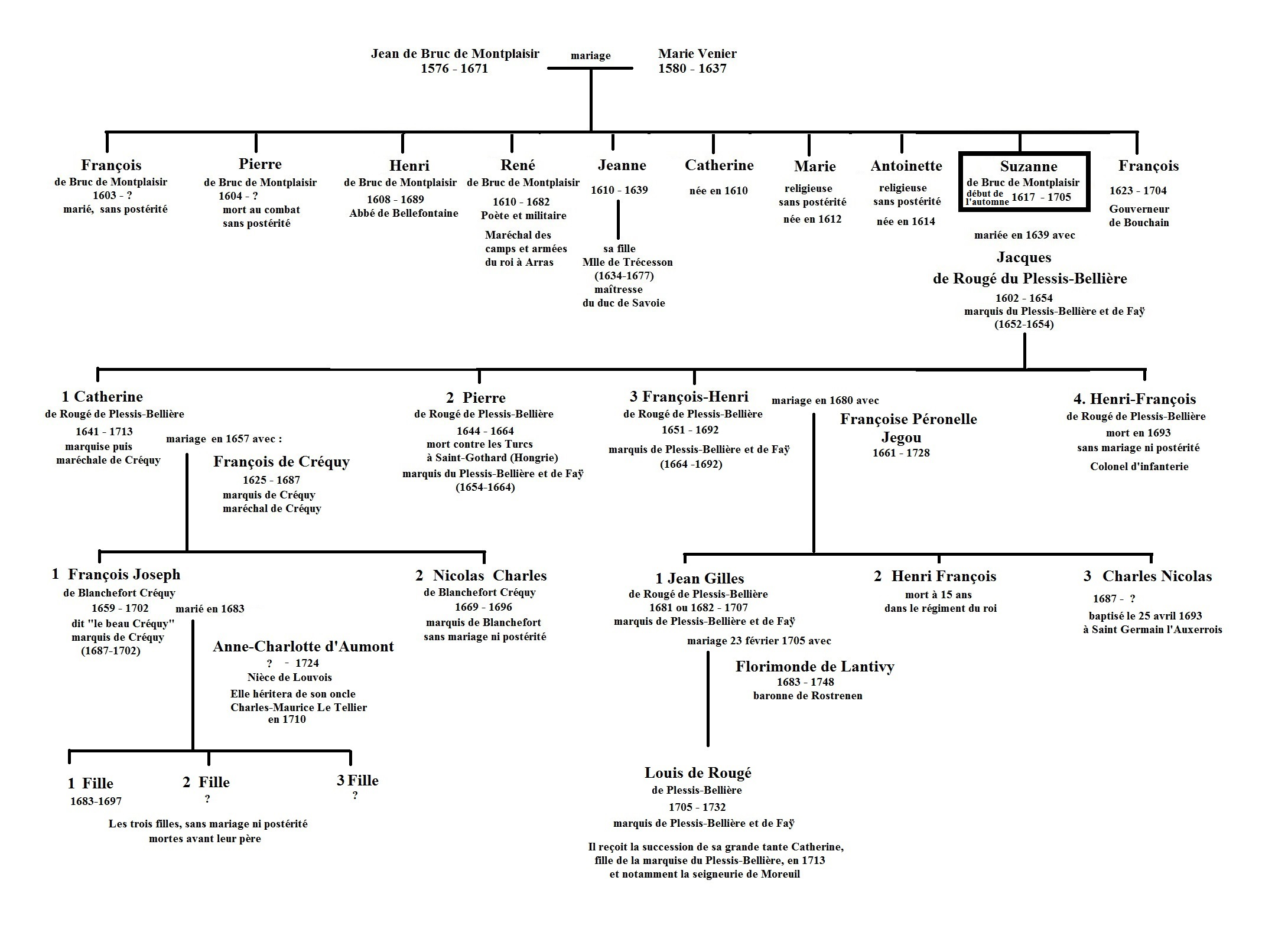
Généalogie et descendance de la marquise du Plessis-Bellière, sœur du marquis de La Rablière

Il avait de nombreux frères et sœurs, savoir :
- François de Bruc, seigneur de Montplaisir et de la Guerche, conseiller d'État, intendant de Charles de France, né le 15 octobre 1603 à Rennes, épouse vers 1625 Marie Chrétien, petite fille de Florent Chrétien, chancelier de Navarre. Sans postérité.

- Pierre de Bruc de Montplaisir, seigneur de l'Estang-Jouan, officier, né le 19 septembre 1604 à Rennes, mort au combat dans les Cévennes. SA.

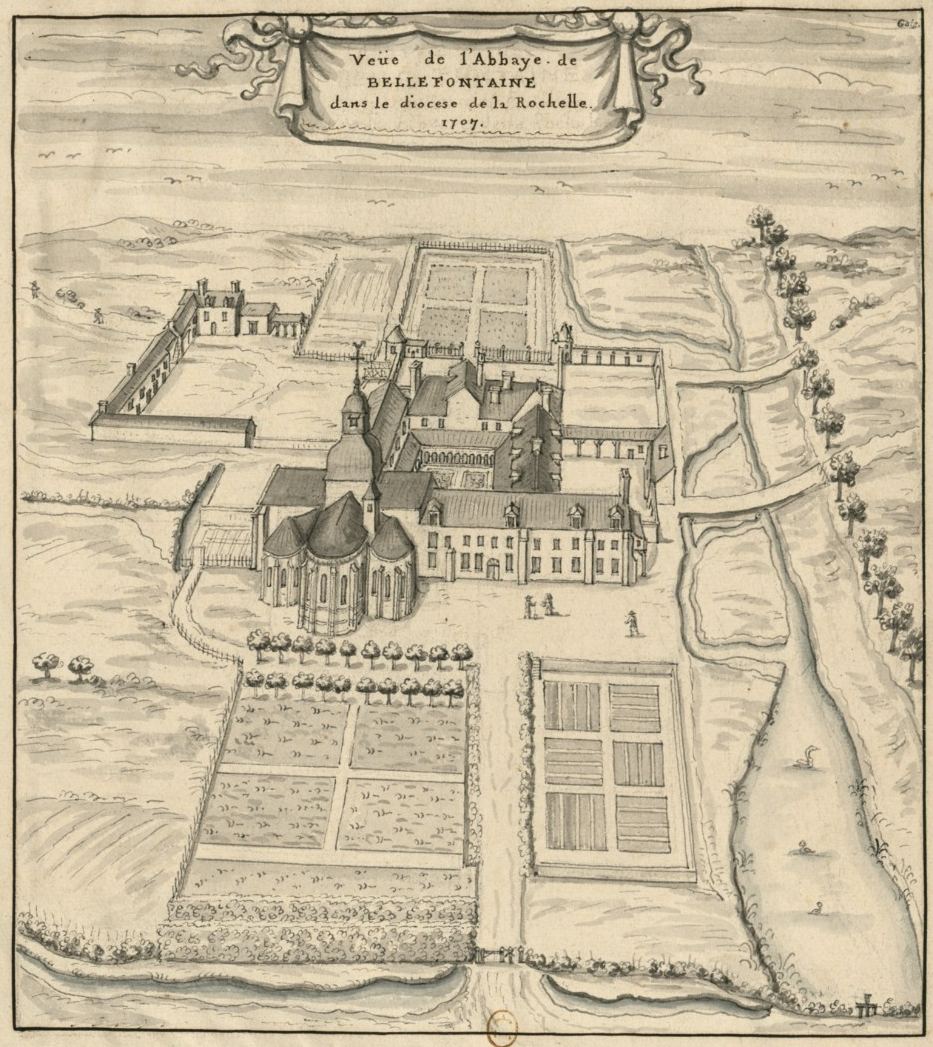
L'abbaye Notre-Dame de Bellefontaine, dirigée par Henri, le frère de La Rablière

- Henri de Bruc de Montplaisir, seigneur de la Gournerie (Saint-Herblain, 44), de la Verrerie, conseiller d'État, abbé commendataire de Notre-Dame de Bellefontaine (49), de Saint-Gildas de Rhuys (53, ou bien Saint-Gildas-des-Bois, 44 ?), assiste aux États de 1632, et devient abbé d'Orbais-en-Champagne, né vers 1608 à Paris, décédé le 22 août 1689 au château de la Gournerie. Il est du cercle du Surintendant Fouquet.

- René de Bruc de Montplaisir (1610-1684), son frère, militaire et poète.

- Jeanne (Ludovicienne) de Bruc de Montplaisir, née le 15 novembre 1610 à Nantes, décédée le 27 août 1639 à Campénéac, épouse 1° le 2 août 1632 en la chapelle de Brior à Nantes (paroisse Saint-Vincent) Raoul (ou Paul), vicomte de Trécesson, chevalier de l'Ordre du Roi, né vers 1600, décédé le 4 octobre 1641 à Campénéac, fils de Pierre de Trécesson, chevalier, et de Françoise du Plessis-Mauron. Elle épouse 2° le marquis de Rancher.

Sa fille, Mlle de Trécesson, Jeanne-Marie de Carné-Trécesson, née en 1634 de son premier mariage, sera la maîtresse de Charles-Emmanuel II, duc de Savoie. Elle mourra en 1677.
- Catherine de Bruc de Montplaisir, née en 1610 à Paris, morte en 1681, épouse en 1650 César Auffray Blanchard[2], chevalier, seigneur puis marquis du Bois de la Muse, conseiller du roi, Premier Président en la Chambre des Comptes de Bretagne, né le 10 (ou 14) avril 1612 à Nantes (paroisse Notre-Dame), décédé en 1671, fils de Jean Blanchard, seigneur de Lessongère (ou l'Essongère), baron du Bois de la Musse, premier président de la chambre des Comptes de Bretagne, et de Jeanne Rioteau de la Pilardière.

- Marie de Bruc de Montplaisir, religieuse ursuline, baptisée le 5 février 1612 à Nantes (paroisse Notre-Dame).

- Antoinette de Bruc de Montplaisir, religieuse ursuline, supérieure du Couvent des Ursulines de la Davrays (Ancenis), baptisée le 28 août 1614 à Nantes (paroisse Notre-Dame).

- Suzanne de Bruc de Montplaisir, la célèbre marquise du Plessis-Bellière, née a l'automne 1617, qui deviendra la meilleure amie de Nicolas Fouquet, surintendant des Finances.

- François de Bruc de Montplaisir, objet de la présente étude, est le dernier enfant de la famille, né en 1623.

### Les titres et propriétés de son père Jean de Bruc, riche seigneur de Nantes et environs

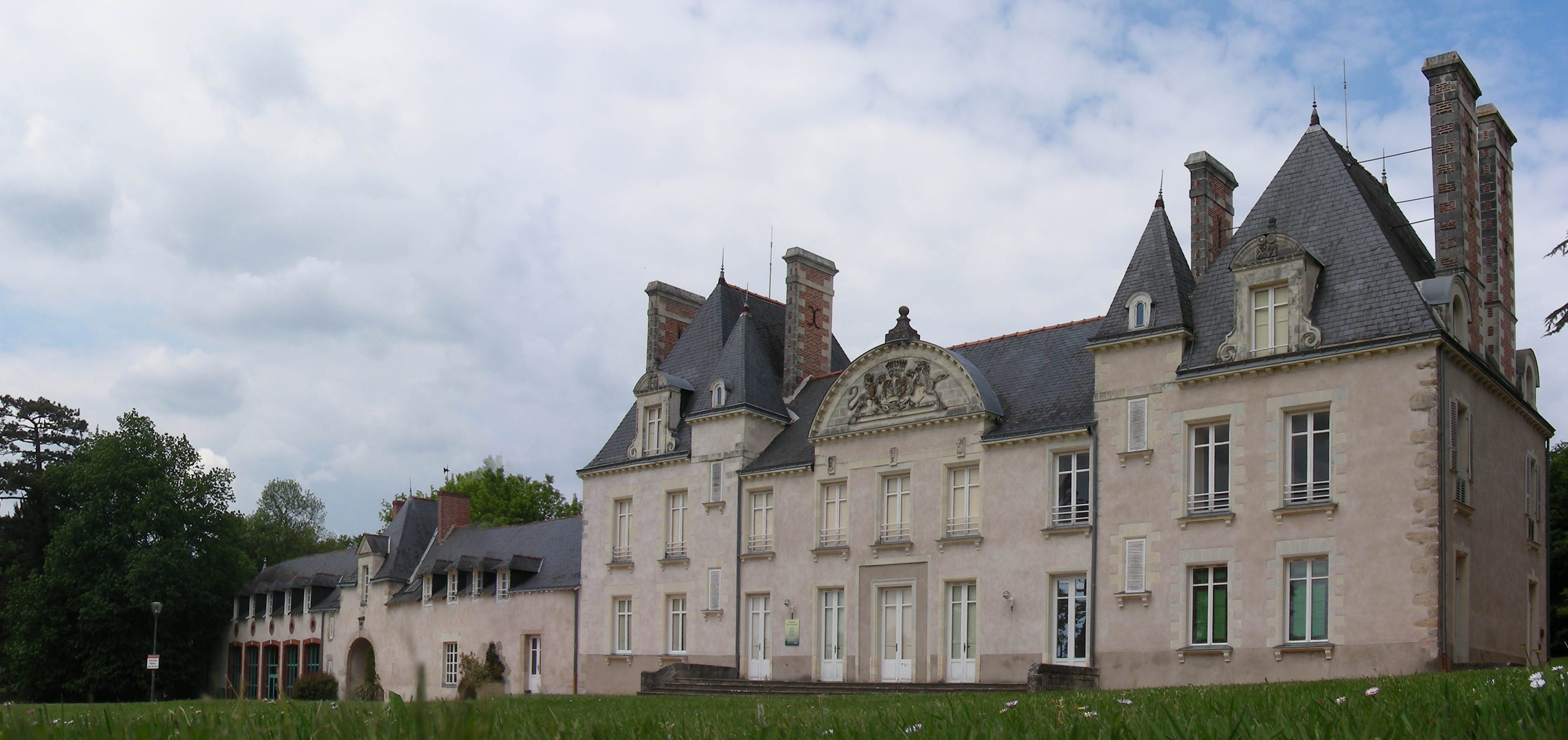
Le château de la Gournerie en Saint-Herblain, situé juste à côté de Nantes, édifié par le père du marquis de La Rablière

Jean de Bruc était écuyer, seigneur de La Grée (Mésanger 44), seigneur de Montplaisir (Sainte Marie de Pornic 44), seigneur de La Verrerie (Saint Brévin 44), seigneur de La Gournerie en 1602 (Saint Herblain 44), et seigneur de La Guerche (Saint Brévin 44). Il fut conseiller d’État, procureur général et syndic des états de Bretagne, secrétaire et intendant du duc de Retz, et avocat au conseil du roi.
Né Jean de Bruc de la Grée, il achète la terre de Montplaisir, en Pornic, à Madeleine Le Maréchal, marquise de Chateauregnaud, le 1er septembre 1621 (archives de la famille de Bruc), et la seigneurie de La Verrerie en Saint Père en Retz en 1628 (id). Il achète le domaine de La Verrerie (Saint Brévin 44) le 20 juin 1628.
En 1602, Jean de Bruc acquiert la terre de la Gournerie en Saint-Herblain, à côté de Nantes, et y construisit le château de La Gournerie achevé en 1623. Le château de Montplaisir à Pornic, acquis en 1621, s'élevait à l'emplacement actuel de l'hôpital et comportait 4 tourelles.

### Une carrière militaire exemplaire, et sa bravoure célébrée
Il était chevalier, seigneur puis marquis de la Rablière.
Il est lieutenant, puis capitaine au régiment de Poitou-infanterie, dès 1645.

#### 1652: le siège de Saintes, où la Rablière est blessé
Le 6 mars 1652, Plessis-Bellière et Montausier quittent Pons pour assaillir Saintes. Les premières troupes prennent position autour de la ville.
Le sieur Rablière, "capitaine au régime de Poitou", est blessé le 10 mars 1652 au siège de Saintes.
Le 23 mars 1652, Taillebourg capitule, après le siège de Montausier et Jacques de Rougé du Plessis-Bellière, beau-frère de La Rablière.
La Rablière, "capitaine et major au régime de cavalerie du Plessis-Bellière", sert avec honneur au siège de Castillon, mi-juillet 1653.
Il est fait sergent de bataille le 9 août 1653.

#### 1654: l'aventureuse expédition de Naples et la mort du marquis du Plessis-Bellière

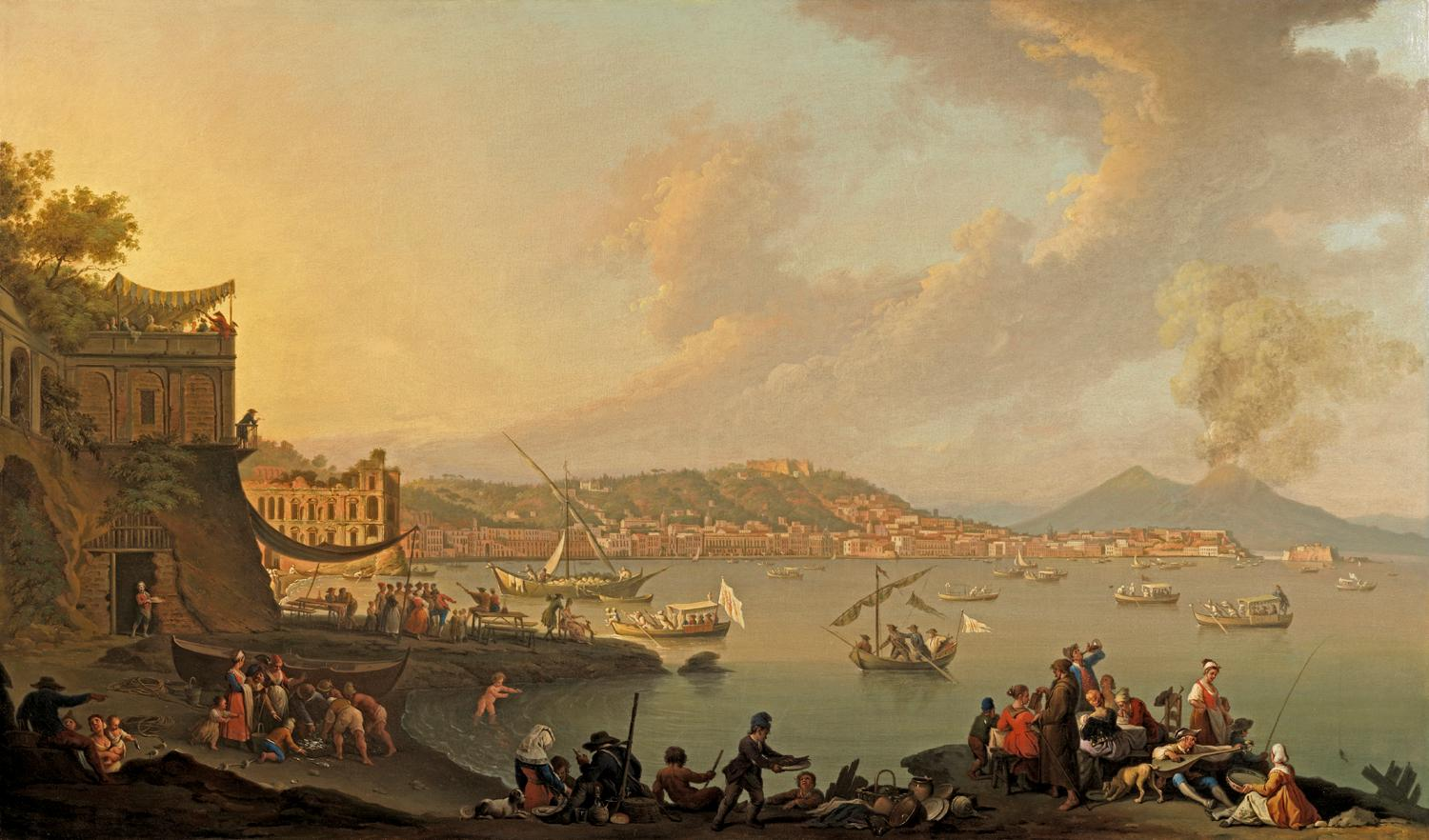
Pietro Fabris, The Bay of Naples from Posillipo

Il suit en Italie son beau-frère, Jacques de Rougé du Plessis-Bellière, dans l'aventureuse expédition de conquête du trône de  Naples pour Henri II de Guise. Mazarin offrit en effet une flotte à Guise. Partie de Toulon, l'armée aborde à Castellamare, au pied du Vésuve, et s'empare de cette ville. Mais c'est un succès illusoire et de brève durée, puisque Guise sera chassé rapidement du territoire napolitain. Malheureusement, le marquis du Plessis-Bellière, beau-frère de François de Bruc, mourut à Castellamare, le 24 novembre 1654, des suites d'une blessure reçue le 17 novembre dans une charge de cavalerie à Torre d'Anunziata, juste à côté de Pompéï : 
"La Rablière se précipite, l'épée à la main, et criant à l'aide. Il n'est plus qu'à vingt pas des combattants. Les Espagnols se débandent : mais l'un d'eux en se retirant porte un dernier coup de sabre que Plessis-Bellière, épuisé, ne peut parer : il chancelle et va tomber à dix pas de là. Il se relève aussitôt et acceptant le cheval de La Rablière, dont on le supplie de ce servir, "il remet le pied à l'étrier avant autant de facilité que s'il n'eut pas été blessé, bien qu'il eût la cuirasse sur le dos" ".
Cette mort est d'autant plus terrible que François était présent à côté de son beau-frère, et surtout que sa sœur, la marquise du Plessis-Bellière, devient veuve avec quatre enfants à charge.

#### Le régiment de cavalerie La Rablière

Gains territoriaux (en rouge) du Royaume de France à la suite du traité des Pyrénées de 1659.

Il est major du régiment de cavalerie de Montplaisir (depuis Beauvilliers) en décembre 1654.
En fin d'année 1655 (vers le 3 décembre), les deux frères de Bruc, Montplaisir et La Rablière, montrent beaucoup de bravoure dans plusieurs escarmouches avec les espagnols, au passage des troupes du Roi, dans le Modènois. La Rablière y est blessé.
Le 28 décembre 1656, le régiment de cavalerie La Rablière arrive à Gap, avec les régiments de Bissi, Foucault et Lestrade, où des débordements sont constatés.
La Rablière est maître de camp du régiment de Beauvilliers en octobre 1657, après que son frère Montplaisir lui laisse la gestion de ce régiment.
Le 27 décembre 1659, François de La Rablière, alors colonel de cavalerie, est donné en otage par le duc de Noailles au comte de Fuensaldana jusqu'à l'exécution concrète sur le terrain de la paix des Pyrénées.

#### La famille de Bruc, du premier cercle du Surintendant Fouquet

Portrait gravé de Nicolas Fouquet

Dans ces années, ses frères et sœurs, l'abbé Henri, son autre frère Montplaisir et sa sœur la marquise du Plessis-Bellière se rapprochent du surintendant des finances Nicolas Fouquet, dont ils sont du premier cercle. C'est une sorte d'apothéose pour la famille de Bruc. Ils servent de prête-noms pour les affaires du surintendant, brassant de grandes sommes pour soutenir le coût de la guerre pour la monarchie française.

#### Après 1661: faire carrière après la chute du clan Fouquet
Mais l'arrestation brutale de Fouquet le 5 septembre 1661 marque un coup dur pour l'ensemble du clan. Sa sœur Suzanne est emprisonnée à Montbrison jusqu'en 1665. Son frère Henri l'abbé de Bruc l'accompagne durant sa captivité.
Le 1er février 1670, les compagnies de Cavalerie dite de "100 maîtres" furent partagées en deux, et donnèrent 66 escadrons de 2 compagnies de 50 maîtres chacune. L'escadron de La Rablière était l'un de ces 66 escadrons de cavalerie légère.
En 1672, la Rablière, maréchal de camp, est envoyé par le maréchal de Créquy, son neveu par alliance, pour attaquer le 8 juillet 1672 les défilés ennemis aux environs de Minden, gardés par 2.000 chevaux et 400 dragons, qui sont obligés de se retirer et dont 200 sont faits prisonniers.
Il se bat sous la direction de Turenne qui combat l'électeur de Cologne.
En 1673, sous la direction du maréchal de Bellefonds, dans le cadre de la campagne de Flandre, la Rablière se poste entre Sittard et Maëstricht, pour empêcher les plénipotentiaires de Hollande d'introduire dans cette dernière place la charge de 45 chariots qui les suivent. Le 7 mai 1673, il donne la chasse à un parti de 200 hommes, en tue quelques-uns et fait des prisonniers, quoiqu'ils se retirent sous le canon de la place.

#### 1674-1675: campagne du Roussillon avec le maréchal de Schömberg, La Rablière prisonnier des espagnols durant une année

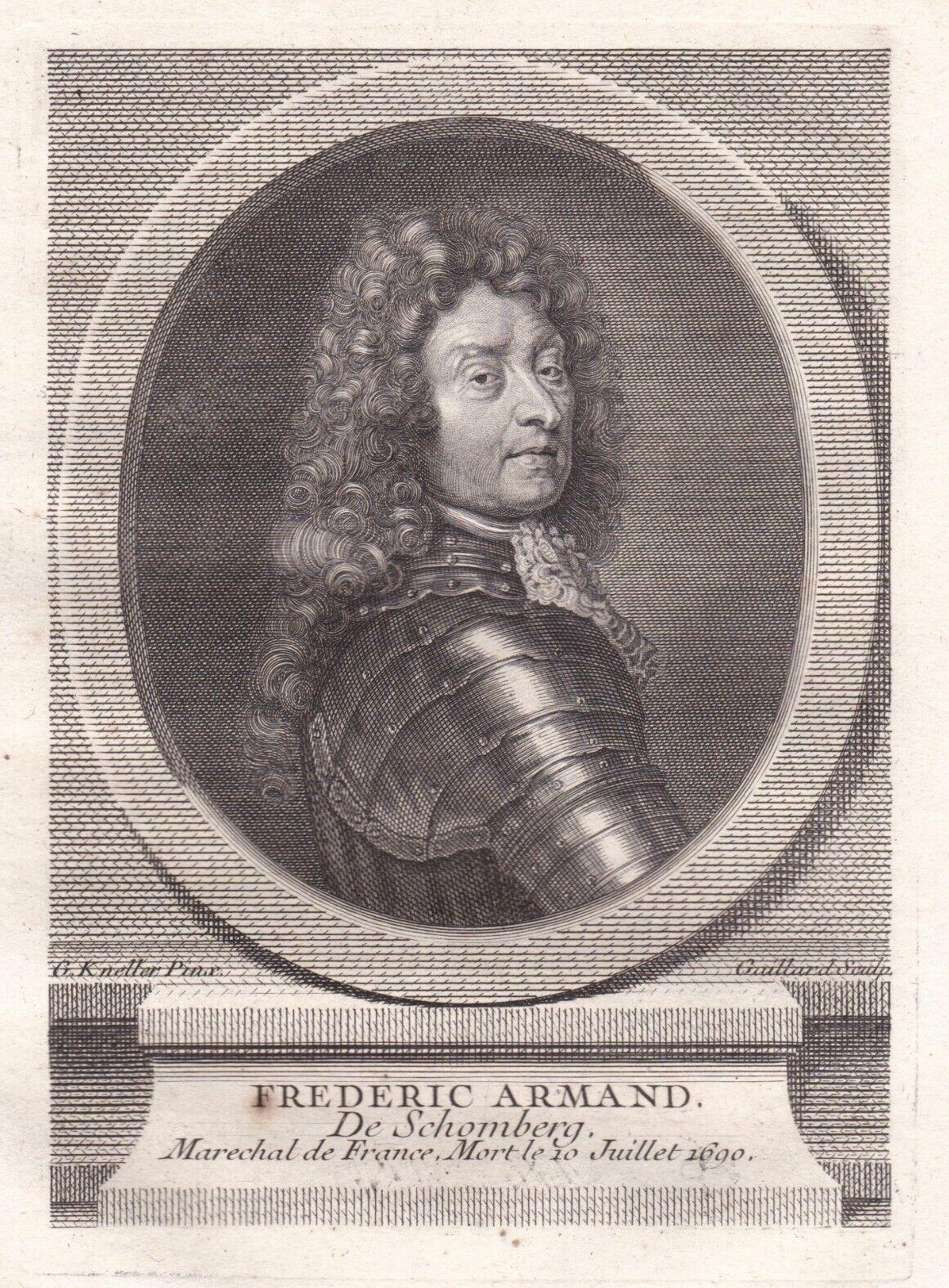
Portrait gravé de Frédéric-Armand de Schomberg, maréchal de France, qui libère de prison La Rablière par la prise du fort de Bellegarde

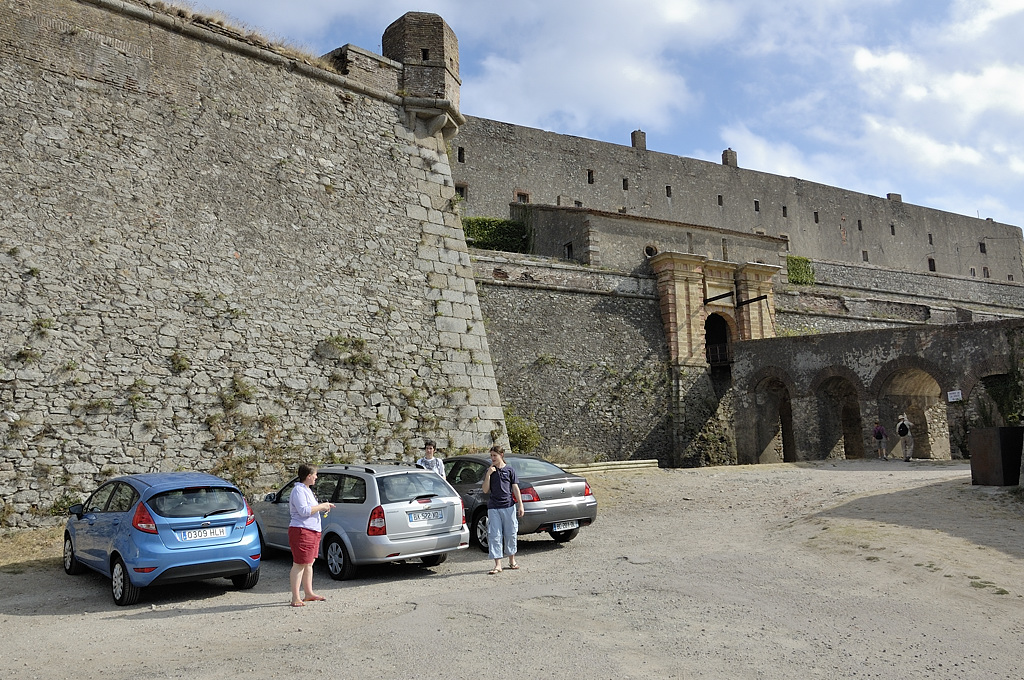
Fort de Bellegarde

La Rablière est commandant de cavalerie en février 1674, dans l'armée de Catalogne, son beau-frère Jacques de Rougé du Plessis-Bellière ayant été le commandant en chef de cette armée vingt ans plus tôt lors du siège de Roses.

Durant la guerre de Hollande, Bellegarde est prise par les Espagnols le 8 mai 1674. Les français vont se battre pour récupérer Bellegarde. Une mention indique que le 25 juin 1674, dans une campagne du Roussillon, avec l'armée de Catalogne, près de Collioure, d'Eprié et de la rivière du Thec, sous la direction du maréchal de Schömberg, le sieur de La Rablière fut fait prisonnier, plutôt vers le 14 juillet, avec d'autres, alors qu'il 
"commandoit la Cavalerie et qui eut son cheval tué sous luy, en faisant des merveilles"et "des prodiges de valeur"
Il reste en prison sous la houlette des espagnols durant une année entière, de juillet 1674 à août 1675.
Le comte Frédéric-Armand de Schomberg reprend le fort de Bellegarde, après dix jours de siège, le 29 juillet 1675. Le 17 août 1675 la Rablière est ainsi remis en liberté après la prise du fort de Bellegarde.
La Rablière est brigadier, visiteur de cavalerie en octobre 1675.

#### 1676: La Rablière, commandant de la cavalerie de l'armée du roi en Roussillon

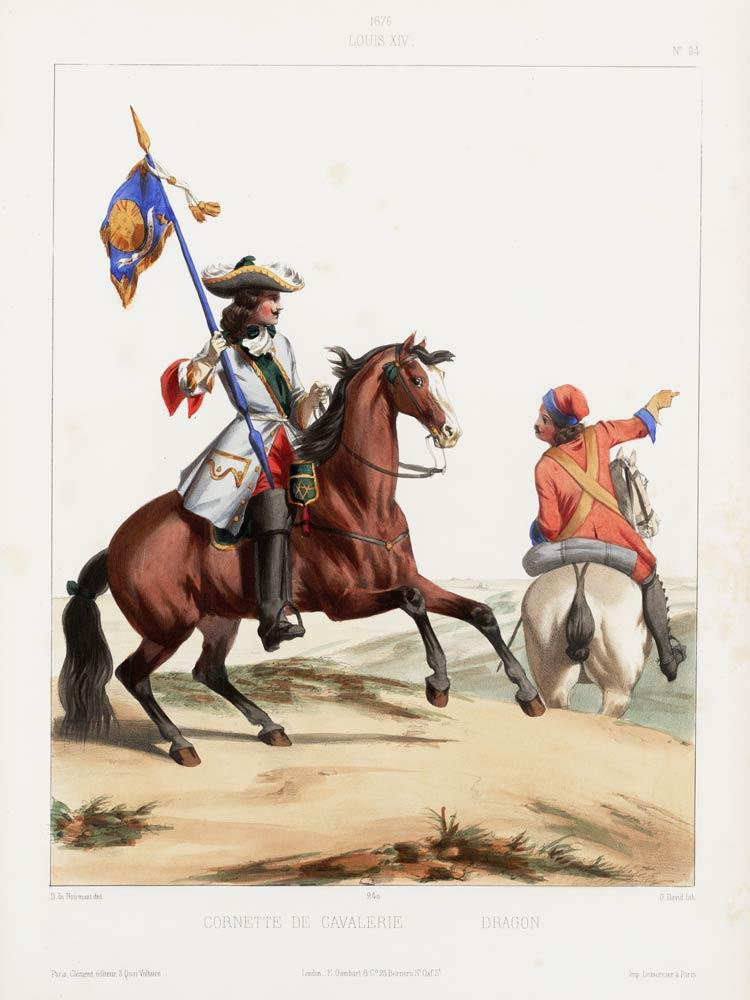
Cornette de Cavalerie Légère, Dragon, costume vers 1676

Le 4 mars 1676, le marquis de la Rablière, maréchal de camp, est nommé commandant de la cavalerie de l'armée du roi en Roussillon.
On possède un mémoire de 1676 où le marquis de La Rablière est dit créancier de Paul Pellisson, qui était du premier cercle de Nicolas Fouquet à Saint-Mandé entre 1657 et 1661. Il s'agit d'une demande en maintien de l'arrêt du conseil d'Etat du 25 février 1676. A cette date, il est déjà mentionné comme "de la Rablière, lieutenant général des armées du roi".

#### 1677: poursuite de la campagne en Roussillon
Il est nommé maréchal de camp en février 1677.

Une lettre du 22 mai 1677 du Grand Condé au maréchal de Gramont cite La Rablière : 
"Je suis persuadé comme vous que nous nous verons à Bidache devant mourir et j'en ay asseurement autent d'envie que vous. M de Navaille est entré à ce qu'il me mande, dens le Lampourdan, mais en mesme temps il m'escrit qu'il a une fort médiocre armée. Ce n'est pas la le moyen de vous destacher M de Gassion et de La Rablière trop à point nomé. Toute mon espérance est que vous n'en aurés pas besoin et que M Don Jean ne songera pas à vous. "
Le 10 juillet 1677, la Rablière défait 800 miquelets dans la province du Roussillon. Il y reste en quartier d'hiver sous les ordres du maréchal duc de Navailles, d'après une note du 23 octobre 1677. Cette année 1677, la Rablière était allé en Roussillon "pour amener un grand convoi au camp".
En 1678, il montre beaucoup de valeur et de conduite au siège de Puycerda (note du 14 juin 1678).

#### 1679: l'armée d'Allemagne

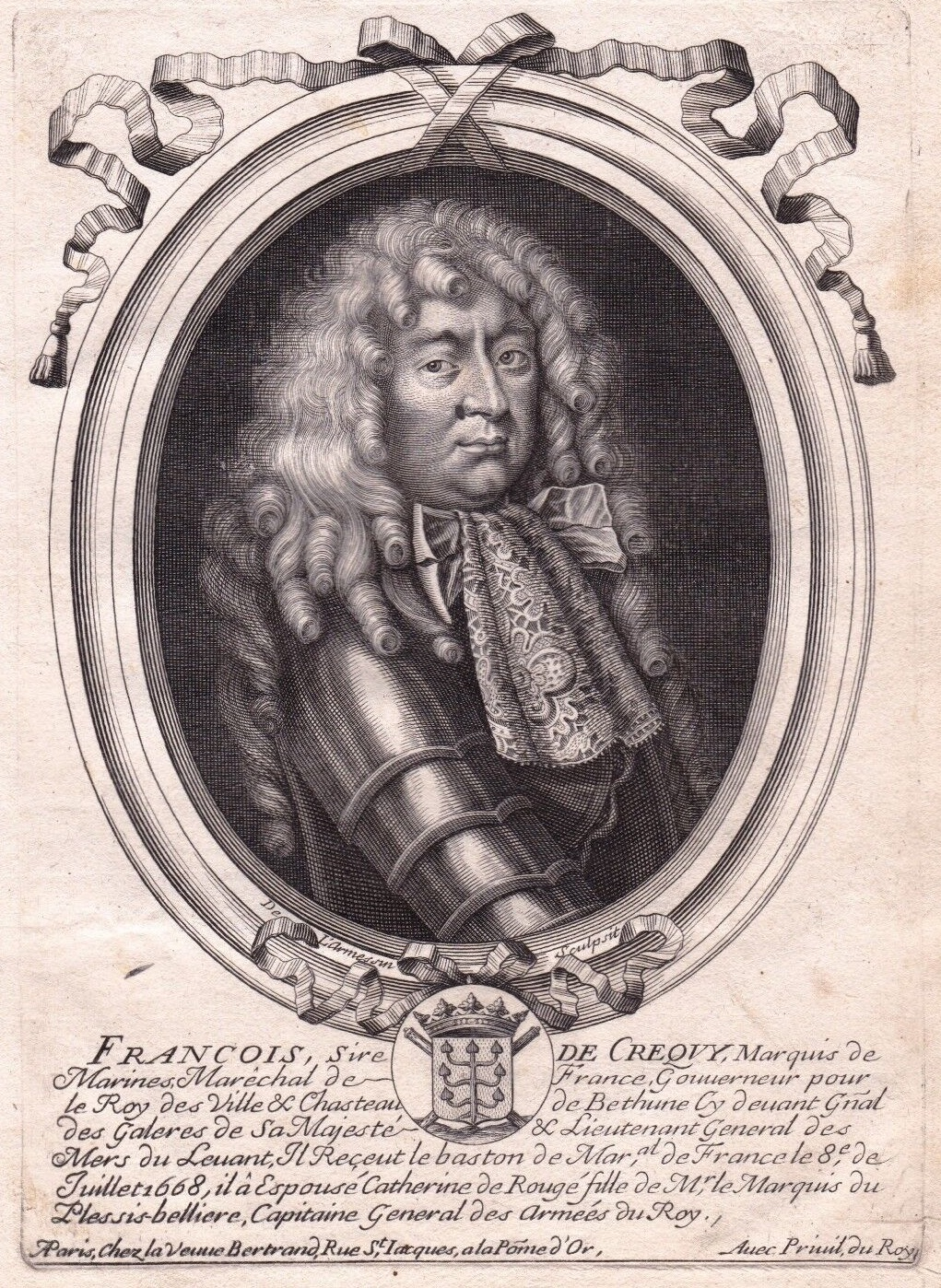
Gravure du maréchal de Crequy, neveu par alliance de La Rablière

En 1679, la Rablière est nommé pour servir dans l'armée du roi envoyée contre l'Electeur de Brandebourg (note du 29 avril). En effet, le maréchal de Créquy pénètre en Allemagne, force à Minden le passage du Wesel, occupe l'Oldenbourg et soumet le Branderbourg et le Danemark. Une lettre de Bussy-Rabutin, de juillet 1679 indique : 
"Nous sommes campés près de Brême, sur les frontières de ce comté. M. de Joyeuse, lieutenant général, et M. de la Rablière, maréchal de camp, commandent ce détachement sous les ordres de M. le maréchal de Créqui, que nous rejoindrons bientôt apparemment, s'il est vrai que la ratification de la paix de Brandebourg soit passée et que l'on ne laisse dans Lipstadt et dans Wesel que six mille hommes d'infanterie, jusqu'à l'évacuation des terres que M. de Brandebourg doit rendre à la Suède".

#### 1681: La Rablière, Grand Prieur, pour la Flandres, de l'ordre royal de Notre-Dame et Saint-Lazare

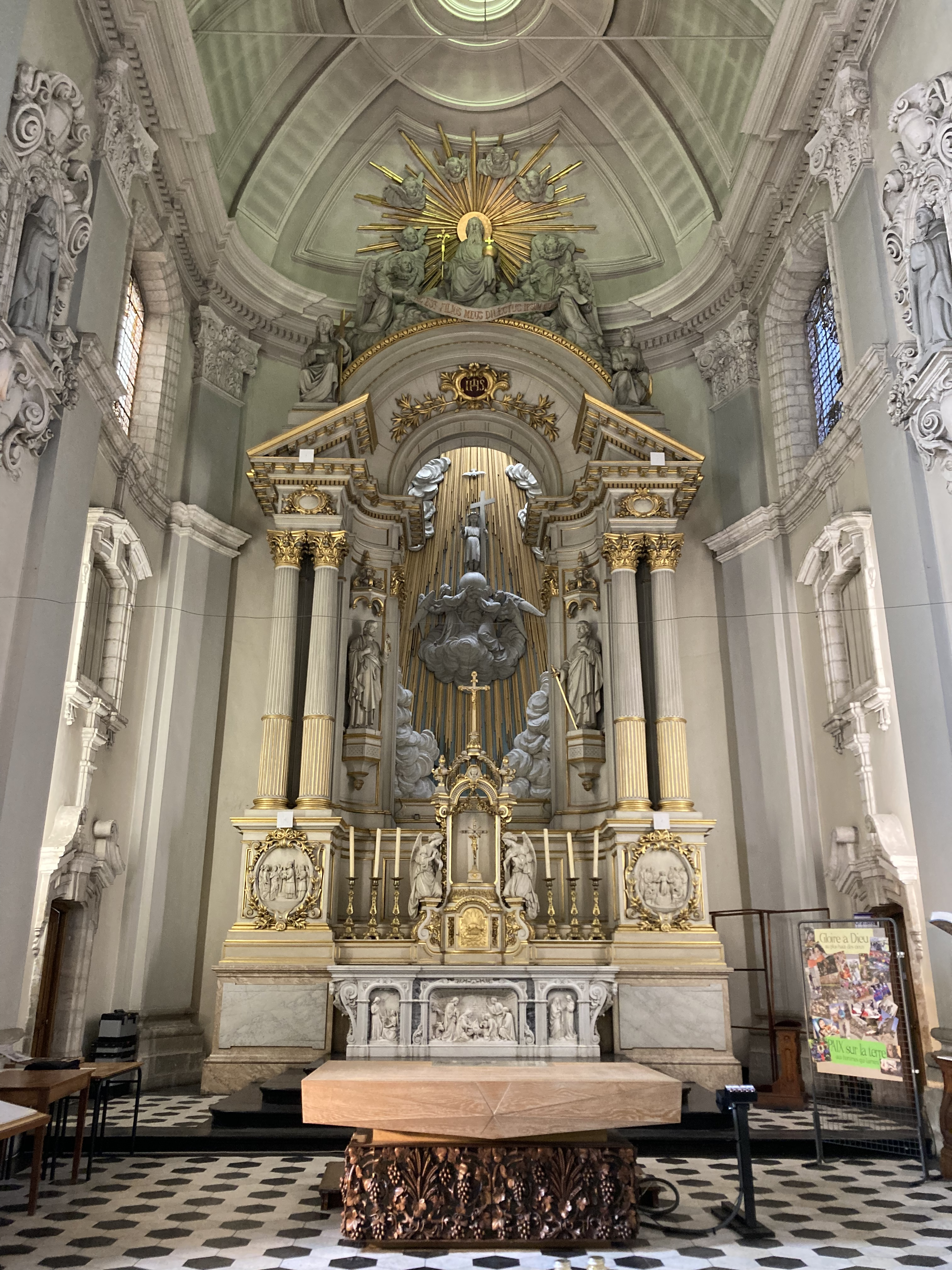
Lille, autel de l'ancienne chapelle des Carmes, 2023, où se tint la cérémonie organisée par La Rablière le 17 décembre 1681

En 1681, Louis XIV récompense plusieurs "braves officiers" dont le marquis de la Rablière, en le nommant Grand Prieur de l'ordre de Saint-Lazare, avec une gratification de 6.000 livres. Il est alors cité comme "M. de la Rablière, Mestre de camp et brigadier de Cavalerie" (Mercure Galant, janvier 1681), et devient Grand Prieur de cet ordre pour la Flandres. D'ailleurs, La Rablière organise une grande cérémonie à Lille le 17 décembre 1681, par les chevaliers de Saint-Lazare :  
"M. de la Rablière, grand prieur pour la Flandre, de l'ordre de Nostre-Dame de Mont-Carmel et de Saint-Lazare de Jérusalem, fit faire une très pompeuse solemnité de la feste de ce saint dans l'église des Pères Carmes de Lille. On l'avoir ornée des plus belles tapisseries de la Ville (...) Il y avait des lumières en si grand nombre qu'on peut dire qu'il étoit presque infiny (...) Il y avait treize commandeurs, savoir : M. de la Rablière, maréchal de camp aux armées du Roy ; (...) M. d'Avéjan, commandant aux Gardes qui sont à Lille (...) Le lendemain à neuf heures du matin, tous ces commandeurs et chevaliers partirent de chez M. le Grand Prieur [La Rablière], où ils s'estoient assemblez et se rendirent au couvent des Pères Carmes, au bruit des timbales, des tambours et des trompettes. Le supérieur, accompagné de tous les religieux, les vint recevoir à la porte de l'église et fit compliment à M. le Grand Prieur [La Rablière] sur la joye qu'avoit le plus ancien des ordres réguliers de se voir uny de société au plus ancien des militaires. (...) Pendant l'évangile, ils tinrent tous l'épée nue pour témoigner qu'ils estoient prests à donner leur sang pour la défense de la Foy (...) La messe estant achevée, tous les commandeurs et chevaliers allèrent chez M. le Grand Prieur [La Rablière] qui les régala magnifiquement. (...) On entendit un fort grand bruit de pétards, boëtes et autres feux d'artifices, accompagnez de trompetes, de tambours et de timbales." 
Son frère Montplaisir, militaire comme lui, meurt à Arras en juin 1684, au moment même où le maréchal de Créquy - son neveu par alliance - est à l'apothéose de sa carrière militaire, avec la prise de la ville de Luxembourg dont le siège avait eu lieu depuis des semaines.
En 1685, au carnaval de Lille, le 6 mars, un bal est organisé pour mardi-gras, qui fut suivi d'une collation offerte par le commandant de la Rablière, lieutenant du gouverneur, aux dames de qualité en l'hôtel-de-ville de Lille. En février 1686 et 1689, même galanterie.

Vue de Lille au XVIIe siècle

#### Novembre 1686: La Rablière offre les honneurs de Lille aux ambassadeurs de Siam

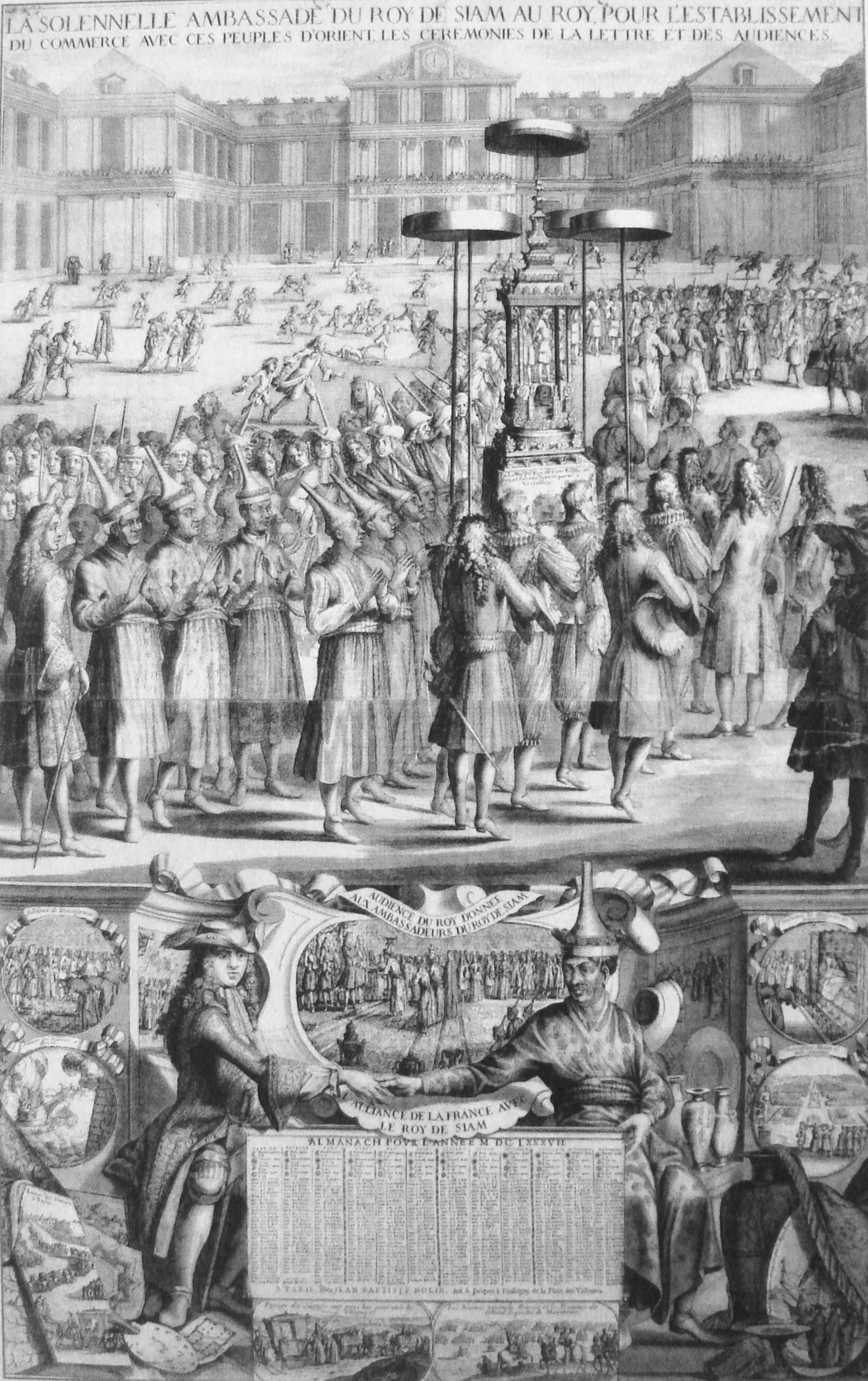
Almanach de 1687, avec l'ambassade de Siam de 1686

François de Bruc, marquis de la Rablière, était commandant de la ville de Lille, en l'absence du maréchal d'Humières qui en était le gouverneur. En 1686, La Rablière reçoit les ambassadeurs siamois qui voyagent dans toute la France, après avoir visité Versailles, Paris et tous les beaux lieux de la capitale. Donneau de Visé rapporte tout le journal détaillé de ces visites dans le Mercure : 
"Ce même jour 3 novembre [1686], ils allèrent coucher à Lille (...) À peine les ambassadeurs furent-ils sortis de Menin qu'ils commencèrent à voir le peuple de Lille qui remplissait la campagne. À une lieue de la place, ils trouvèrent un fort grand nombre de carrosses et de chevaux, tant de la noblesse de la ville que de celle des environs. On avait rangé la gendarmerie en bataille. Elle était fort leste, et commandée par M. Doléac, qui était à la tête et qui salua les ambassadeurs ainsi que tous les officiers. Chacun d'eux avait l'épée à la main. M. de la Rablière, commandant, les reçut hors de la ville, et leur présenta MM. du Magistrat qui leur témoignèrent la joie qu'ils avaient de les recevoir et d'exécuter l'ordre du roi. Ces premiers compliments étant finis, ils entrèrent dans la ville, où la foule du peuple était si grande que les ambassadeurs dirent qu'ils croyaient être encore au jour de leur entrée à Paris.
Après avoir passé dans plusieurs grandes et belles rues bordées de troupes, ils retrouvèrent la gendarmerie en bataille dans la place. M. de la Rablière les alla voir peu de temps après leur arrivée, et leur demanda le mot. Ils savaient que M. le maréchal de Humières, gouverneur de Lille, commandait les armées du roi et était grand maître de l'artillerie, c'est pourquoi ils donnèrent : Quand le soleil menace, le tonnerre gronde. Il y eut beaucoup de monde à les voir souper, et surtout quantité de dames. Il s'en trouva un grand nombre de fort belles. Le lendemain, M. de la Rablière donna ordre qu'on amenât des carrosses à la porte du lieu où ils étaient logés, et les conduisit à la citadelle. Ils y furent reçus au bruit du canon, comme ils l'avaient été le jour précédent au bruit de celui de la ville. L'infanterie était en bataille. (...)

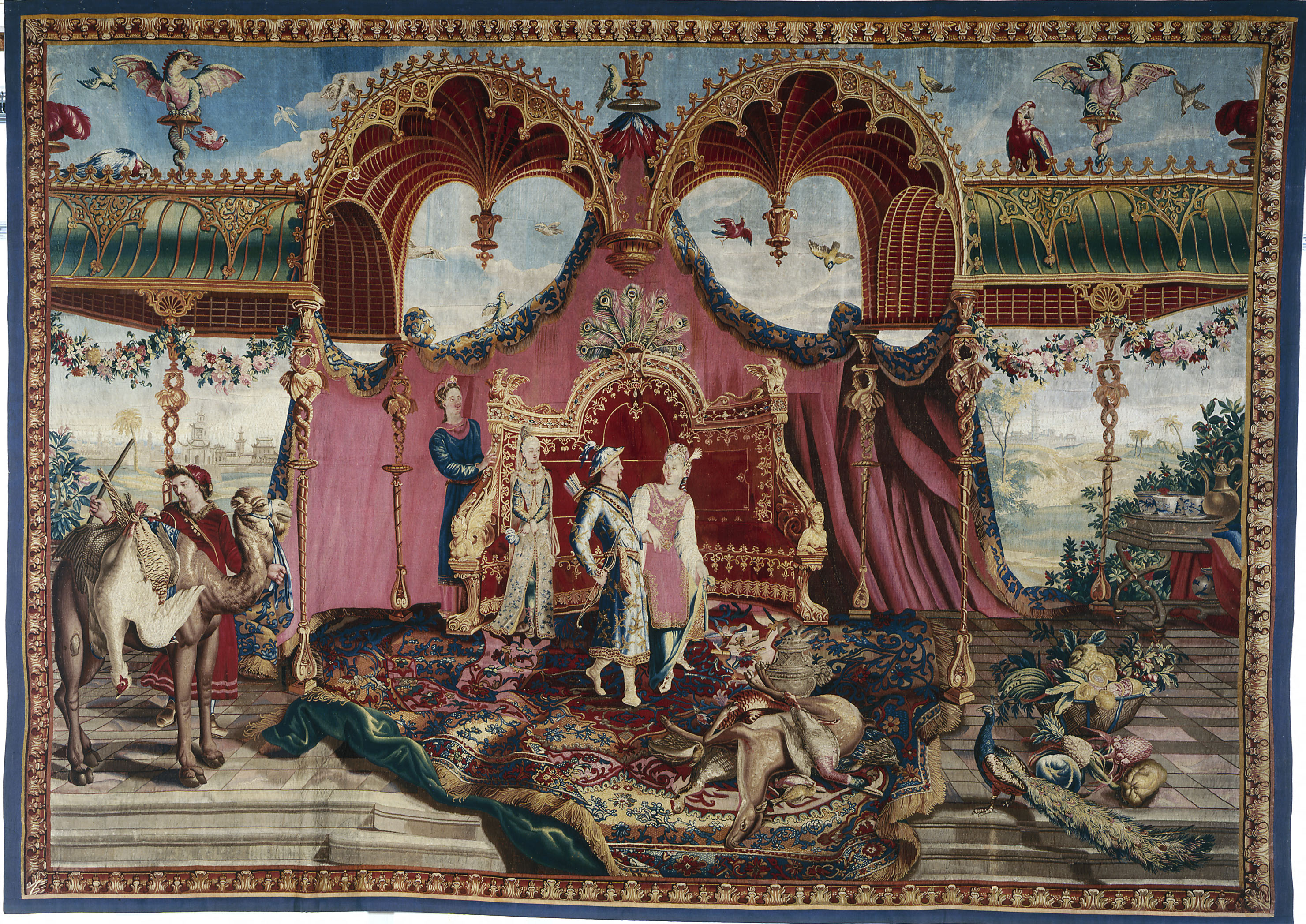
Le Retour de la chasse

Le même jour, ils eurent le plaisir d'une chasse, dont ils avaient été priés par M. de la Rablière. Ils allèrent jusqu'à la porte de la ville dans les carrosses qu'il leur avait envoyés, puis ils montèrent à cheval. Il y avait aussi quantité de dames à cheval, fort parées et vêtues en amazones, et plus de 20.000 personnes. Les chiens prirent beaucoup de gibier, et comme la populace en prit encore davantage, on fut contraint de faire cesser la chasse et d'obliger, du moins autant qu'on le pût, tout ce grand peuple à rentrer. MM. du Magistrat leur donnèrent la comédie dans l'hôtel de ville, après quoi ils passèrent dans une grande salle où il y avait un fort beau concert de voix et d'instrument qui dura une heure et demie. Ils allèrent de là dans une autre salle où était servie une collation magnifique de vingt couverts. (...)
Le lendemain, ils furent conduits dans l'Hôtel de la Monnaie par M. de la Rablière. Ils commencèrent par la fonderie, où ils virent faire les moules et couler dedans l'argent fondu, d'où l'on tira en leur présence les lames pour les louis d'argent de quarante sols, qui furent portés au moulin, où ils les virent allonger et recuire, et ensuite couper les flancs (...) Ils virent tout cela en moins d'une heure et demie, et tout ayant été tenu tout prêt. En entrant et en sortant de l'Hôtel des Monnaies, ils regardèrent avec surprise le grand bâtiment que Sa Majesté a fait faire pour fabrique la monnaie de Flandre. S'il eût été achevé, leur étonnement eût été plus grand, le dessin en étant très beau, mais il n'y a que la moitié de bâtie.

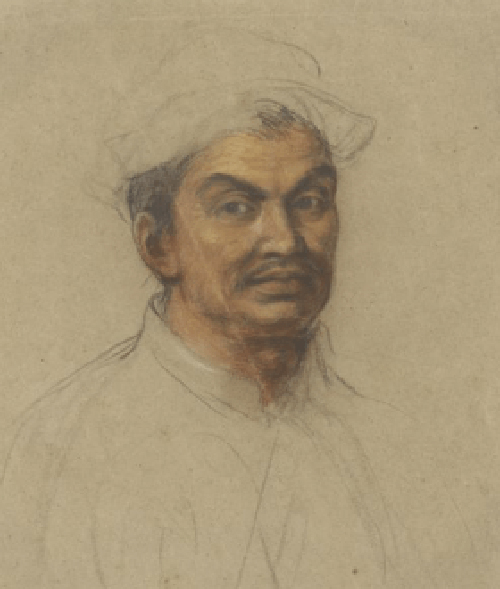
Kosa Pan, ambassadeur du Siam, par Charles Le Brun, 1686

Ils donnèrent ce soir-là pour mot : Point d'amis, ni d'ennemis que les siens, et allèrent souper chez M. de la Rablière, qui les avait invités. Ce repas fut d'une très grande magnificence, et accompagné d'une symphonie composée d'un fort grand nombre d'instruments. On y but les santés de l'Alliance Royale, et l'on recommença plusieurs fois celle du roi. Il y eut un grand bal après le souper, où Mlle Despière se fit admirer. On m'a assuré qu'elle est de la force de tout ce qu'il y a des personnes en France qui dansent le mieux. Les ambassadeurs ne s'en retournèrent qu'après minuit. Ce ne fut pas sans avoir fait de grands remerciements à M. de la Rablière, non seulement du régal qu'il leur venait de donner, mais encore de ses manières honnêtes. Le maître de la Monnaie les vint saluer le lendemain. Ils le reconnurent aussitôt, et le reçurent d'une manière très obligeante. Ils dînèrent ce jour-là de fort bonne heure, et sortirent de la ville de la manière qu'ils étaient entrés. Ils parlèrent beaucoup de M. de la Rablière pendant le chemin, et dirent qu'on pouvait appeler Lille la reine de Flandre, comme Paris la reine de France, et recommençant continuellement à parler des grandeurs du roi, ils dirent que rien n'en approchait, et que ce qui en paraissait souffrait la vue, mais non pas l'expression.

#### 1690: Le lieutenant-général des armées du roi à Lille et gouverneur de Bouchain

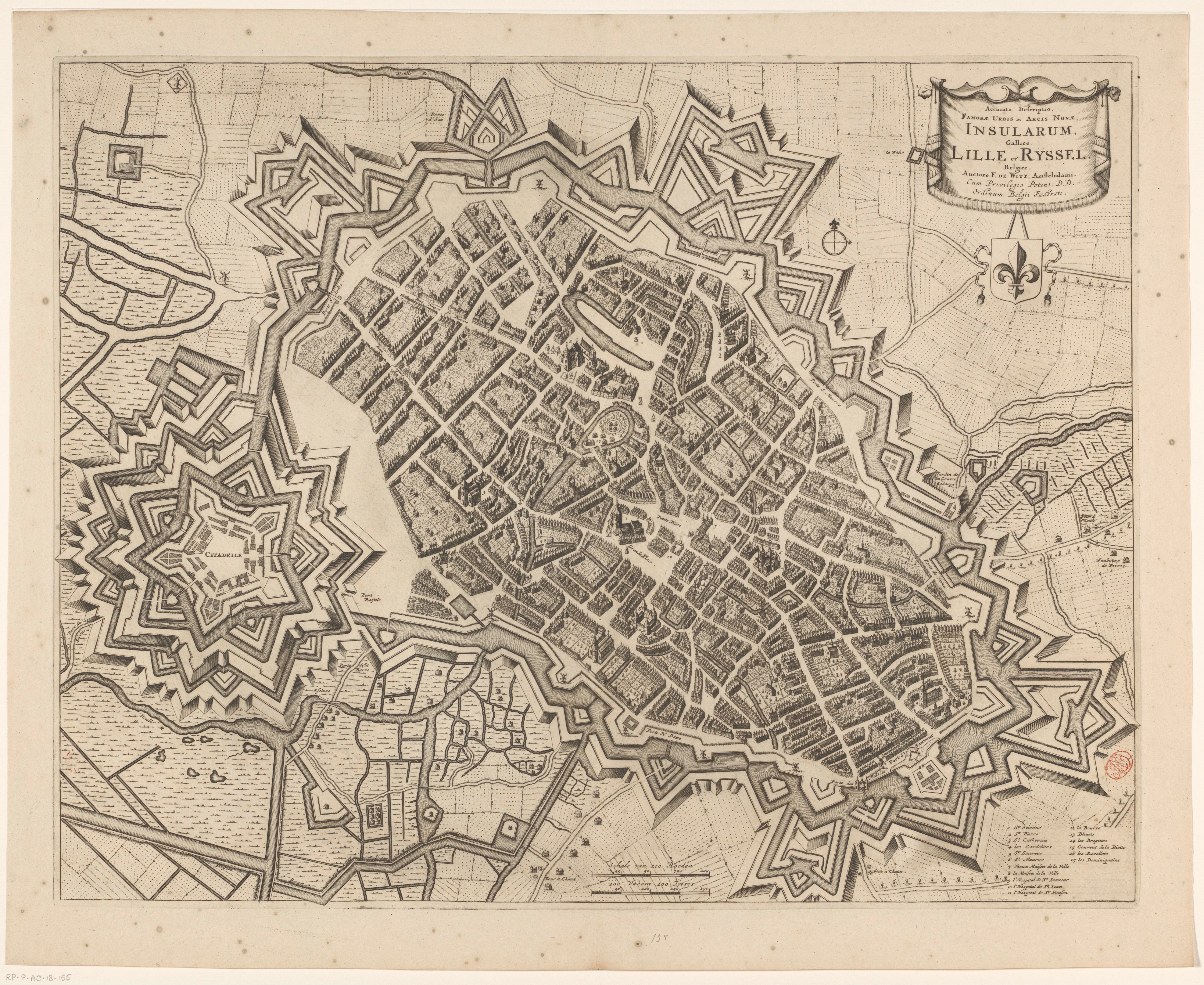
Plan de Lille, où La Rablière "commandait depuis très longtemps" d'après Saint-Simon

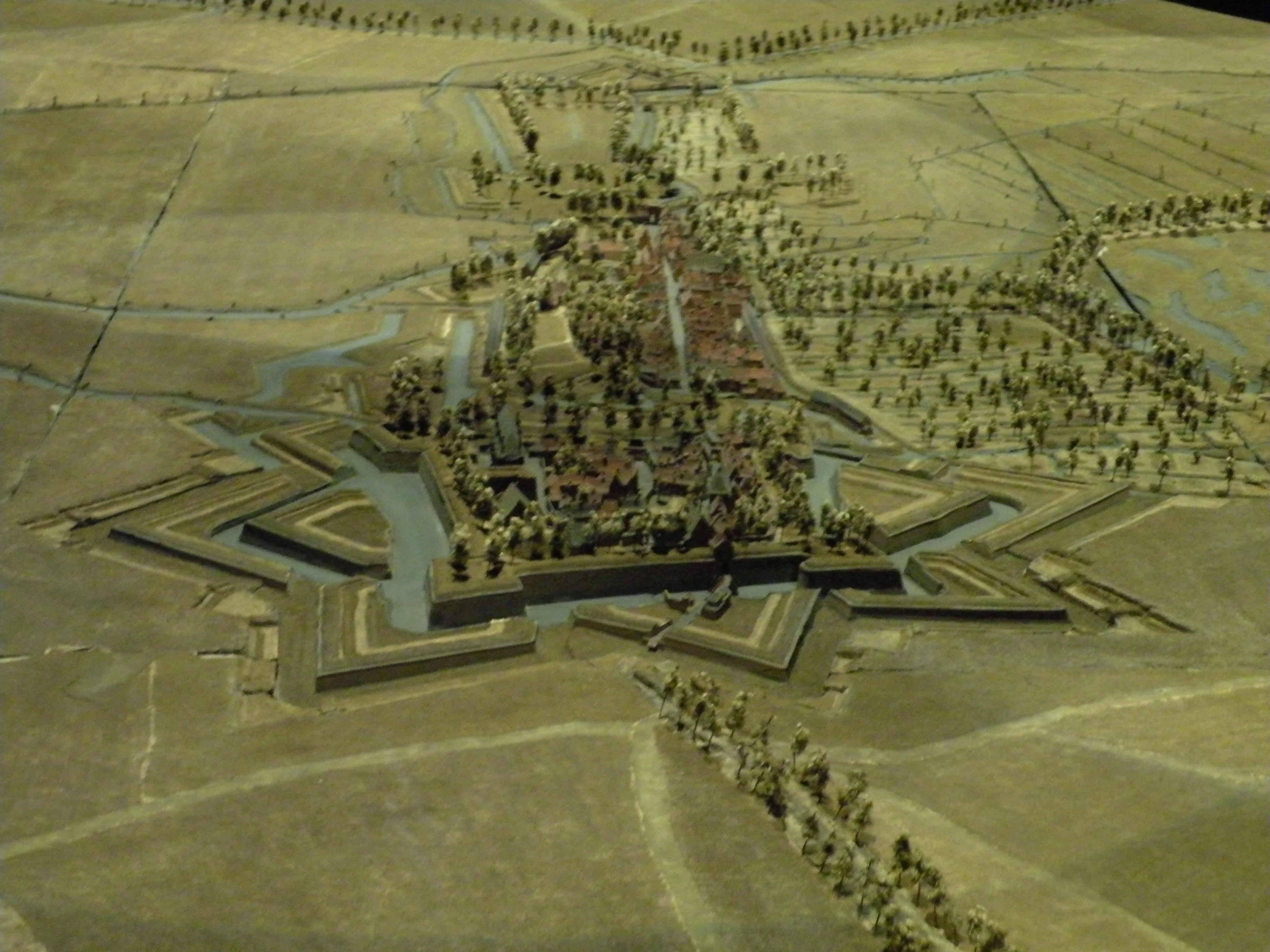
Plan-relief de Bouchain, dont François était le gouverneur à partir d'octobre 1688.

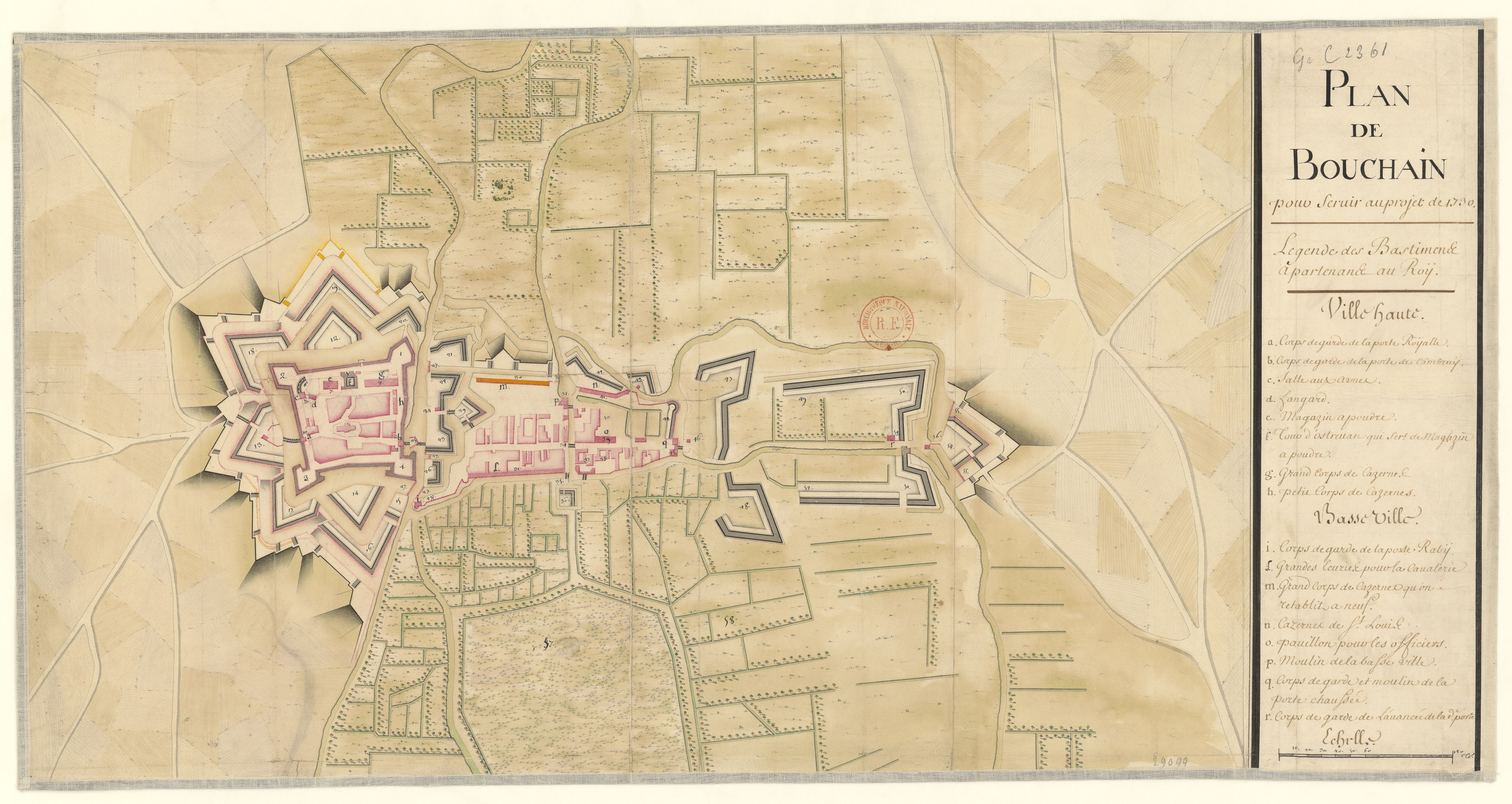
Plan de Bouchain, pour servir au projet de 1730

Il est nommé gouverneur de Bouchain en octobre 1688. La ville et châtellenie de Bouchain sont du gouvernement général de Flandre. M. de la Rablière en était gouverneur particulier et avait sous lui un lieutenant de Roi, un major, un aide-major et un capitaine des portes. Le roi fournissait l'ameublement des casernes, le chauffage de la garnison, et entretenait les feux et lumières des corps-de-garde.
Le marquis de la Rablière est nommé lieutenant-général des armées du Roi le 10 mars 1690.
Le poète lillois du XVIIe siècle, Henry, dédie au marquis de La Rablière, lieutenant-général des armées du roy - célibataire et sans enfants - son principal ouvrage, Le pour et le contre du Mariage (1694). En effet, dès 1668, après le traité d'Aix-la-Chapelle, le maréchal d'Humières avait été nommé gouverneur général de Flandre et s'établit à Lille où il est nommé gouverneur. Il "y tenait comme une cour" à laquelle participait François de La Rablière et le poète lillois Henry. La maréchale d'Humières était en effet une Précieuse qui devait s'entourer des beaux esprits de la province. La Rablière était le frère de Mme du Plessis-Bellière et de Montplaisir, nul doute qu'il n'avait de l'esprit et qu'il devait briller dans ce cercle mondain de Lille.

François de Bruc, marquis de la Rablière, était commandant de la ville de Lille, en l'absence du maréchal d'Humières. Une lettre du 17 décembre 1693, de Vauban à Barbézieux, de Dunkerque, rappelle l'importance des fonctions du marquis de La Rablière, au sujet d'un incident :
"J'apprends, Monseigneur, par une lettre de M. de La Motte, lieutenant de Roi, de la citadelle de Lille, un démêlé qu'il a eu avec M. de La Rablière sur le commandement de ladite citadelle, ce dernier prétendant être en droit d'y faire reconnaître ses ordres, et l'autre non. Je suis persuadé que celui-ci a raison ; car, si M. de La Rablière a pouvoir d'y commander, il a dû le communiquer, et le faire voir à lui et à moi ; ce que n'ayant jamais fait, il est sans doute mal fondé à prétendre que ce lieutenant de Roi lui obéisse. Vous aurez pu voir par sa lettre, Monseigneur, que M. de La Rablière s'en est expliqué avec une hauteur peu convenable, et qui met La Motte en droit de vous faire ses plaintes."
Dix jours plus tard, une autre lettre de Barbézieux à Vauban, de Versailles, du 27 décembre 1693, donne raison à François de Bruc: 
"J'ai reçu la lettre que vous avez pris la peine de m'écrire le 17 de ce mois, sur le démêlé que M
 de La Motte, lieutenant de Roi de la citadelle de Lille a eu avec M. de la Rablière. Sa Majesté a fait condamner le premier de n'avoir point obéi aux ordres que M. de La Rablière lui a donnés, parce qu'étant commandant dans cette ville, il est au-dessus du lieutenant de Roi de la citadelle ; à quoi j'ajouterai que M. de La Motte pouvait sans peine le regarder d'une autre manière qu'il ne ferait un lieutenant de Roi de place, comme pourrait être un capitaine d'infanterie que l'on y aurait mis". 

#### "Le vieux La Rablière", l'un des premiers Grand Croix de l'ordre de Saint-Louis

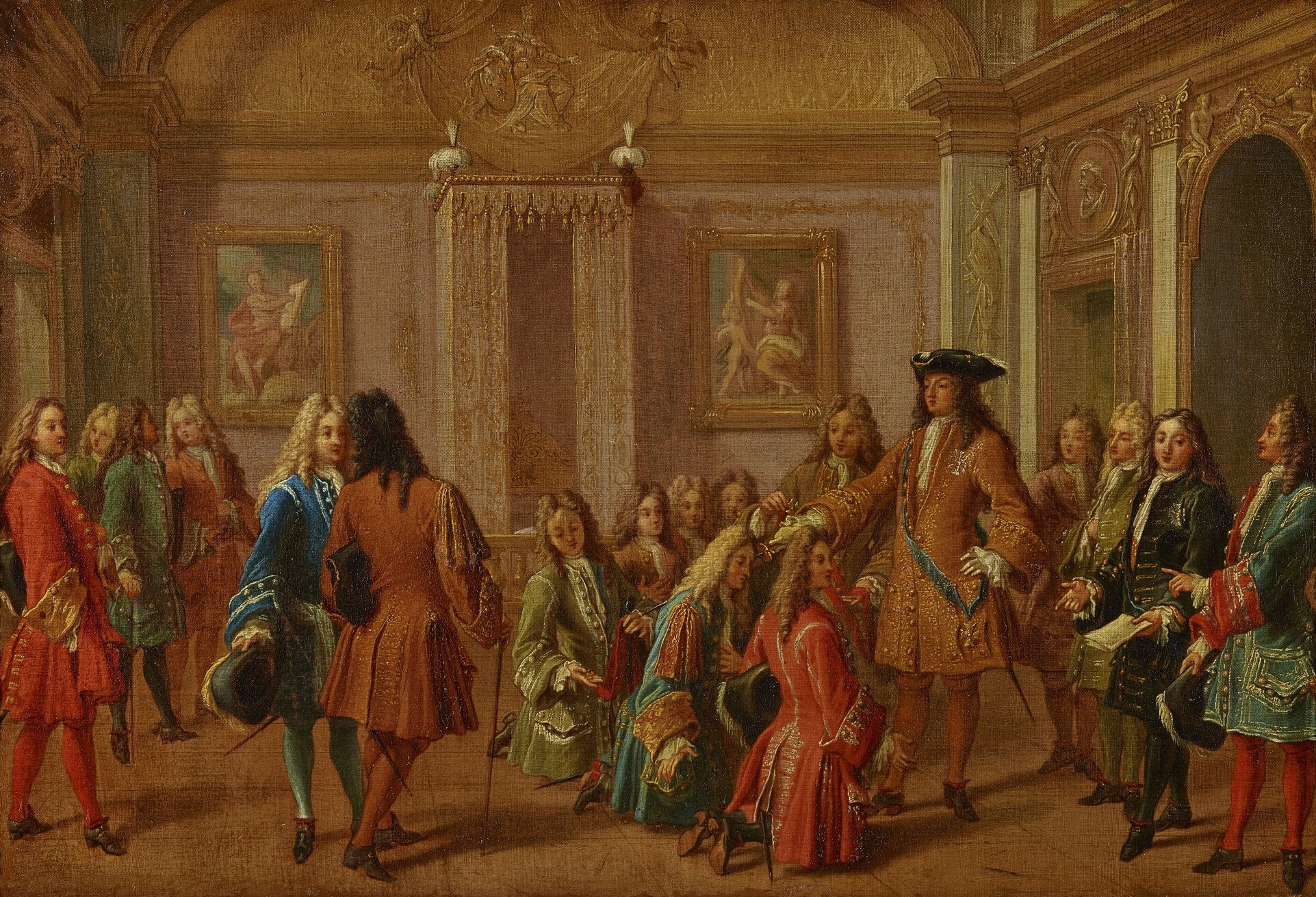
La Première remise des décorations de l'ordre royal de Saint-Louis par le roi en 1693
François Marot (1710)
Château de Versailles.

En remerciement de tous ses services durant sa carrière militaire, il est reçu grand'croix de l'ordre royal et militaire de Saint-Louis le 8 mai 1693, lors de la création de l'ordre, avec une pension de 6.000 livres. Il est le premier exemple d'un officier retiré du service qui ait été décoré de la grand'croix. Il fut donc l'un des premiers Grand Croix nommé, au sujet duquel M. Mazas dit :
"Les traits de bravoure qui remplirent sa carrière militaire paraîtraient incroyables sans l'attestation de ses contemporains".
Le 18 août 1693, Barbézieux, fils de Louvois, casse le major du régiment de Montjoie que le lieutenant du Roi de la ville de Lille, M. de la Rablière, lui a signalé pour sa mauvaise conduite.
Une triste suite de décès familiaux le frappe, surtout du côté de sa sœur Suzanne, la marquise du Plessis-Bellière, qui perd toute la descendance du maréchal de Créquy.
François de Bruc de La Rablière meurt à la mi-octobre 1704 à Lille d'après Saint-Simon (ou Bouchain (59) d'après d'autres publications).
Il fut l'oncle par alliance du maréchal de Créquy, dont il était proche jusqu'à la mort de ce dernier en 1687.

Saint-Simon écrit de lui : 
"Le vieux La Rablière mourut aussi à Lille, oui il commandoit depuis très longtemps. Il étoit lieutenant général, grand-croix de Saint-Louis dès l’institution, frère [en réalité l'oncle] de la maréchale de Créqui, Il but du lait à ses repas toute sa vie, et mangeoit bien et de tout jusqu’à quatre-vingt-sept ou huit ans, et la tête entière. Il avoit été très bon officier, mais un assez méchant homme ; il ne but jamais de vin ; honorable, riche, de l’esprit et sans enfants. Le maréchal de Boufflers le protégeoit fort. Il se piquoit de reconnoissance pour le maréchal de Créqui, et rendit toute sa vie de grands devoirs à la maréchale de Créqui."

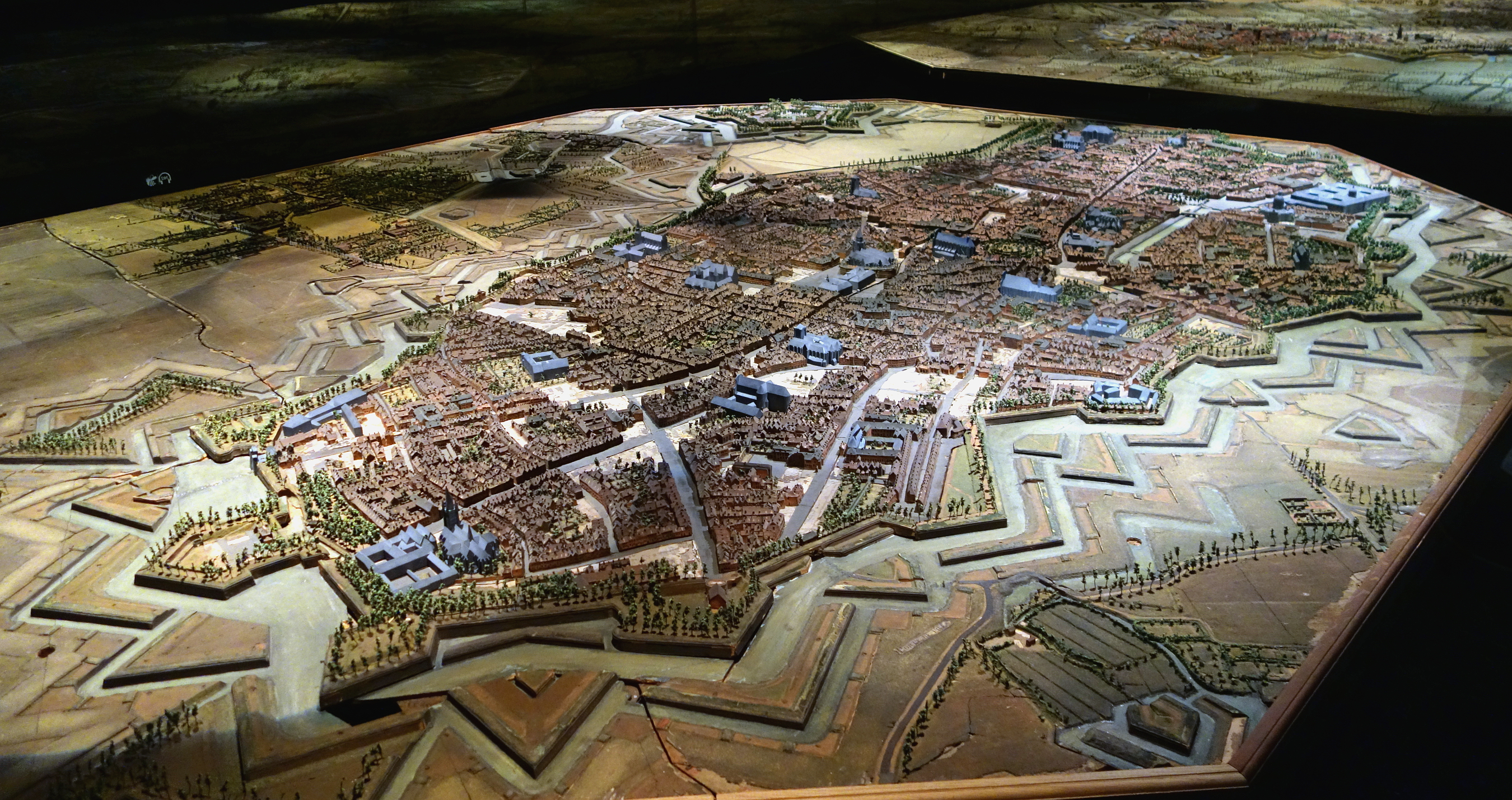
Plan relief de Lille, début du XVIIIe siècle

Dangeau indique au 22 octobre 1704 :
"M. de la Rablière est mort ; il avait quatre-vingt-six ans ; il était lieutenant de roi de Lille, avec la qualité de commandant. Cet emploi lui valait 10.000 livres de rente ; il était gouverneur de Bouchain, qui lui en valait 9.000 ; il était grand-croix de Saint-Louis, qui en vaut 6.000, et était un des plus anciens lieutenants généraux de France". 
Le marquis de Sourches écrit lui au 22 octobre 1704 : 
"On sut aussi le même matin la mort du vieux marquis de la Rablière, lieutenant général des armées du Roi, et le soir on apprit que le Roi avoit donné son grand prieuré de l'ordre de Saint-Louis à Laubanie (...)"

## Liens et annexes
- Suzanne du Plessis-Bellière, sa sœur aînée
- René de Bruc de Montplaisir, son frère aîné
- Le maréchal de Créquy, époux de sa nièce Catherine, fille de sa sœur Suzanne
- Le maréchal d'Humières, Gouverneur de Lille, la Rablière commandant en second.
- Le maréchal de Boufflers, le "protégeant fort" d'après Saint-Simon
- Sébastien Le Prestre de Vauban, qui créa la citadelle de Lille
- Ordre royal de Notre-Dame du Mont-Carmel et de Saint-Lazare de Jérusalem, dont La Rablière est Grand Prieur pour la Flandre française
- Ordre royal et militaire de Saint-Louis dont La Rablière est Grand Croix